# 塞拉内格拉
塞拉内格拉是巴西圣保罗州的一个市镇。总面积203.01平方公里，总人口25912人，人口密度127.6人/平方公里。